# 기아 텔루라이드
기아 텔루라이드(Kia Telluride)는 기아가 2019년에 출시한 사륜구동 기반 준대형 SUV다.
미국, 캐나다, 중동에만 판매하며, 대한민국에는 출시하지 않는다. 대한민국에서는 주로 주한미군부대 근처에서 가끔씩 볼 수 있다.
기아자동차의 조지아주 웨스트포인트 현지공장에서 생산한다.

## 1세대(ON) (현대 팰리세이드(1세대 모델)와 형제차)

### 텔루라이드 (2019년1월 15일~2022년4월 30일)
2019년 1월 15일, 차명은 미국 콜로라도주에 위치한 도시인 텔루라이드에서 따왔다. 전장 5,000mm, 전폭 1,990mm, 전고 1,750mm로 팰리세이드보다 20mm 길고 15mm 넓으며, 수송인원은 8명까지 수용 가능하다. 엔진과 파워트레인은 람다 V6 3.8리터 DOHC 자연흡기 앳킨슨 사이클 가솔린 엔진과 8단 자동변속기를 장착했으며, 최고 출력이 295마력, 최대 토크는 36.2kg·m다. 

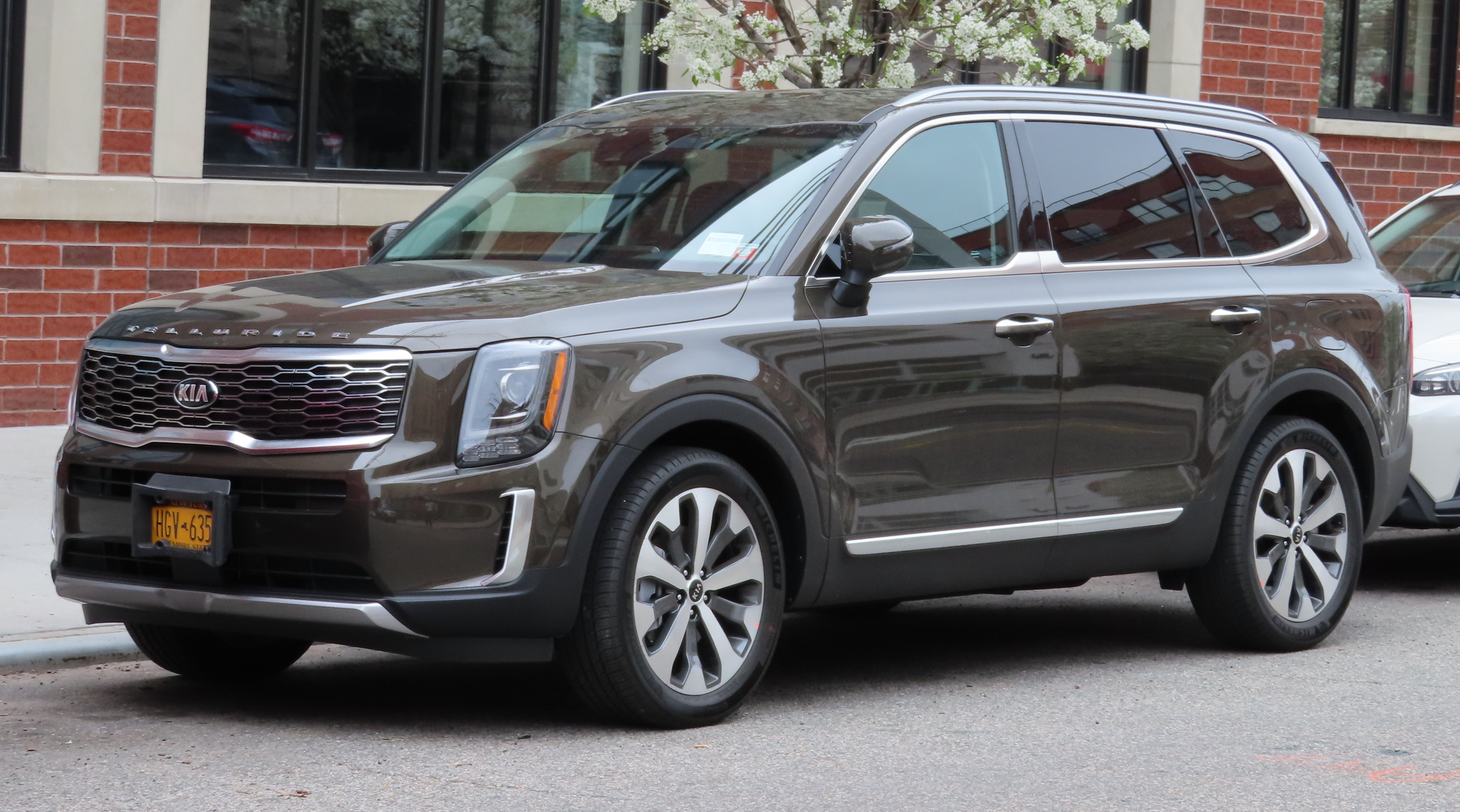
기아 텔루라이드 정측면
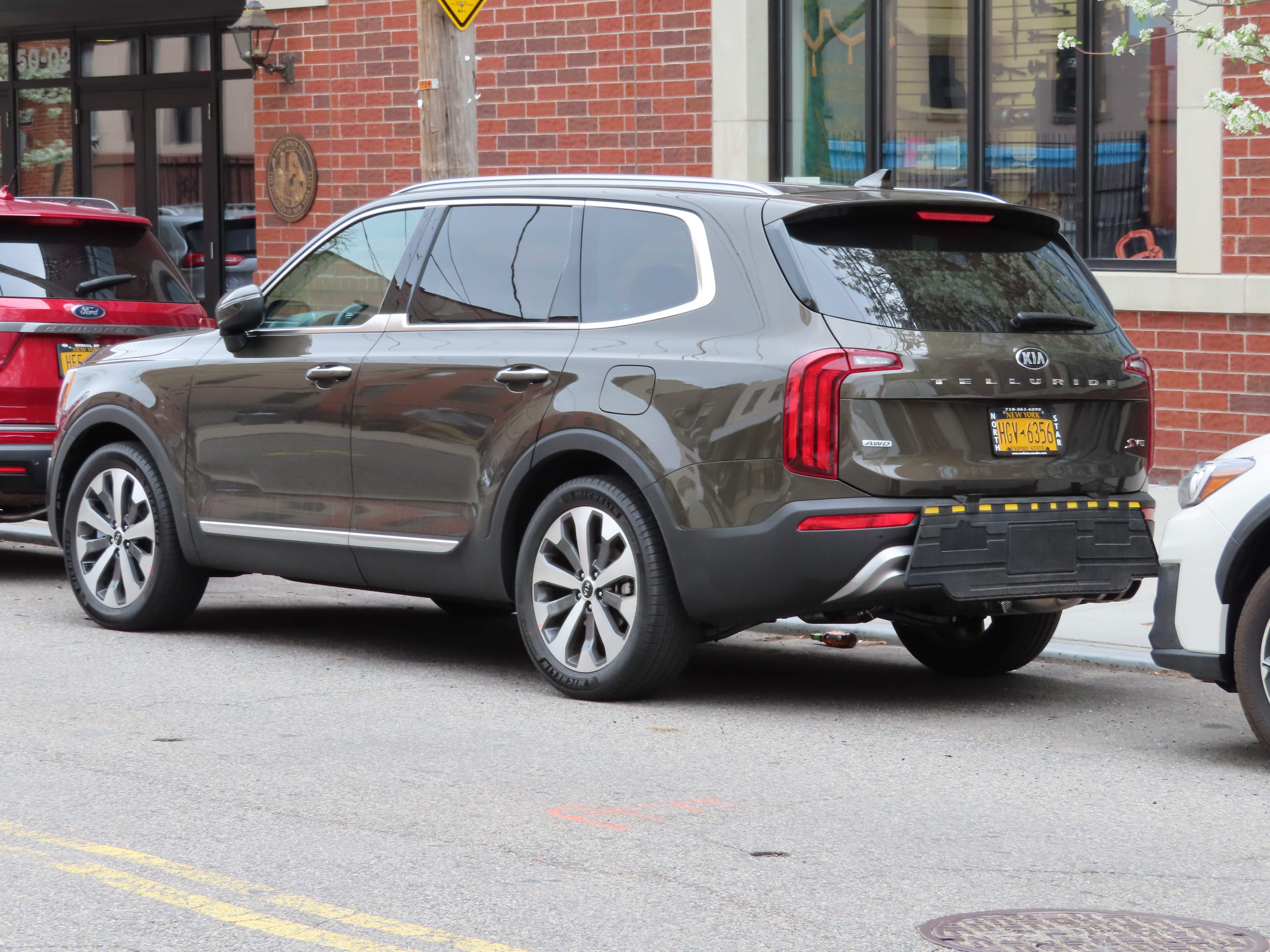
기아 텔루라이드 후측면

### 더 뉴 텔루라이드 (2022년4월 13일~2025년11월 30일)
2022년 4월 13일, 2022 뉴욕 국제 오토쇼에서 최초 공개됐다. 차량 전면부는 블랙 컬러 테크니컬 패턴을 적용한 타이거 노즈 대형 라디에이터 그릴을 적용했으며, 헤드램프에 프로젝션 LED 램프와 주간주행등을 수직으로 배치했다. 측면부는 전면에서 후면까지 연결한 클래딩 라인과 20인치 블랙 알로이 휠을 적용했다. 후면부는 기존 테일램프 형태를 유지하며, 세로 방향의 램프를 범퍼까지 연장했다.
차량 내부에는 12.3인치 듀얼 파노라믹 디스플레이가 적용됐고, 에어밴트와 세턴 크롬 가니쉬를 크래시패드 좌우로 가로지르게 배치했다.
또한, 지능형 속도 제한 보조, 고속도로 주행보조 2, 디지털 키, 내비게이션 무선 업데이트 등이 신규 적용됐다.
텔루라이드 역시 2세대 출시 여부가 확정되지 않은 상황이지만 EV9에 통합하였다.

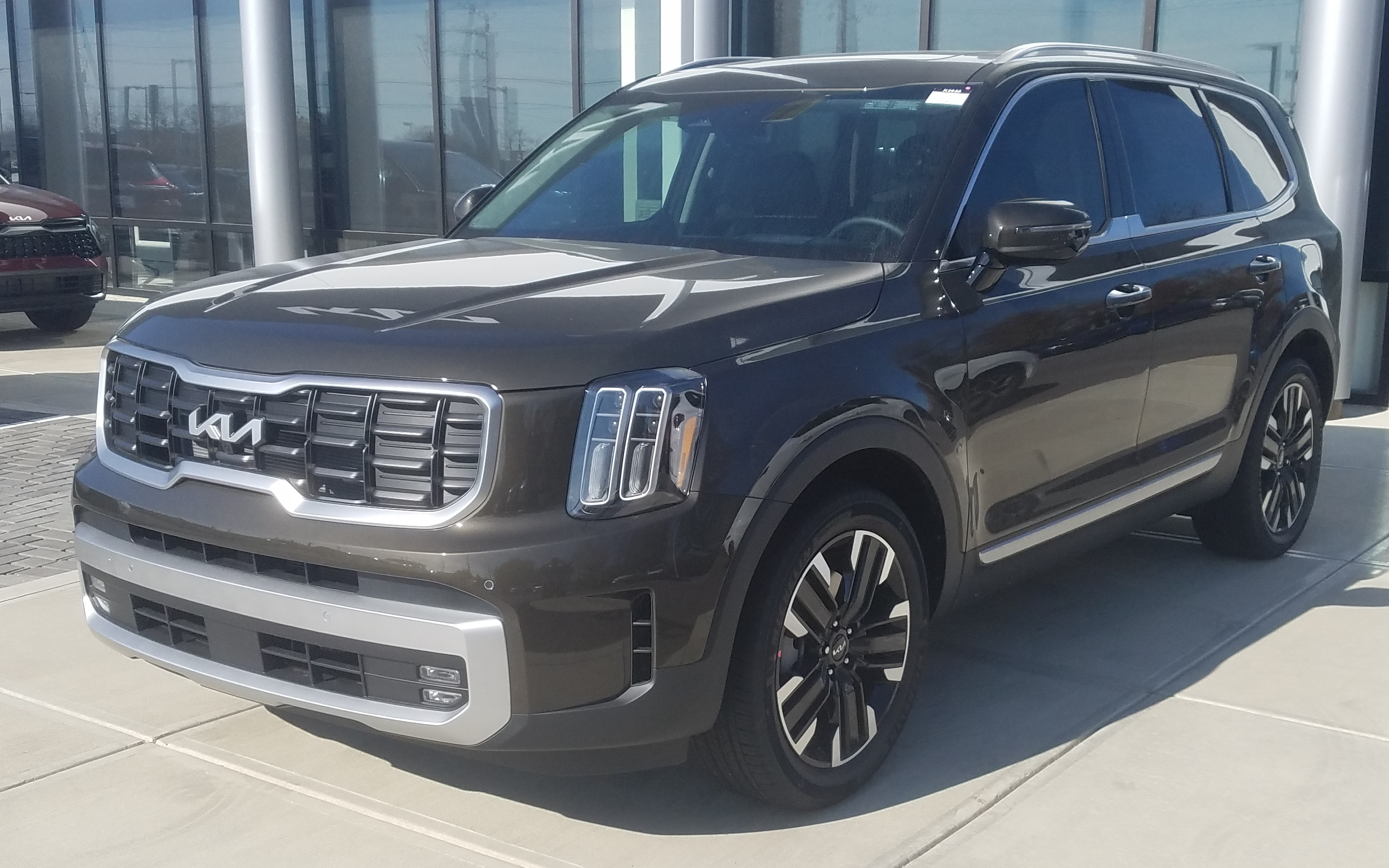
기아 더 뉴 텔루라이드 정측면
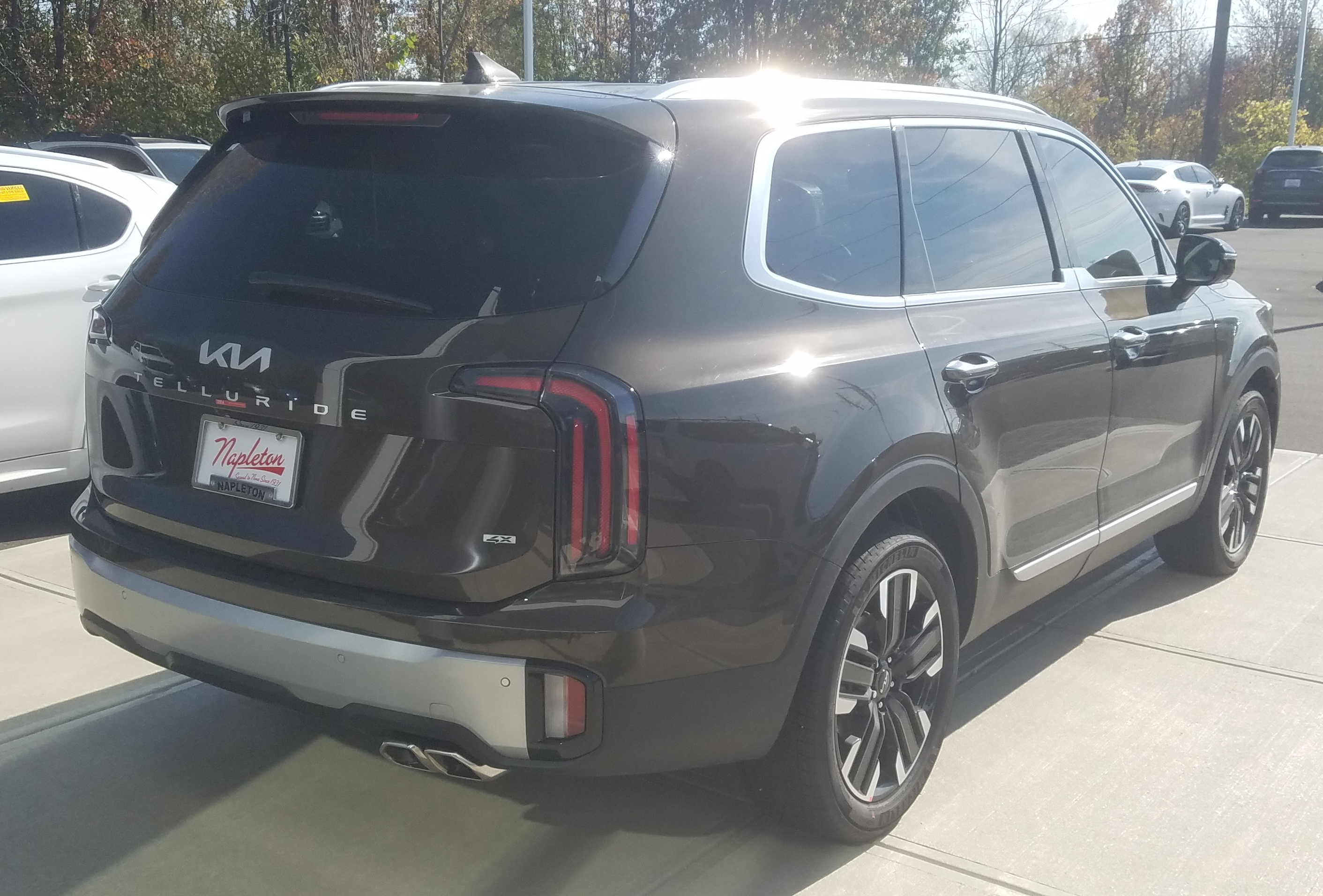
기아 더 뉴 텔루라이드 후측면

## 2세대(LQ2) (현대 팰리세이드(2세대 모델)와 형제차)

### 디 올 뉴 텔루라이드 (2025년11월예정)
일전에는 내연기관 엔진이 장착된 텔루라이드는 후속 모델 없이 단종되어 전기차인 기아 EV9으로 대체될 것이라는 전망도 있었으나, 전기차는 EV9, 내연기관 및 하이브리드 차량은 텔루라이드 2세대(LQ2)로 이원화하여 판매될 것으로 보인다. 
2024년 5월부터 프로토타입 차량을 제작하고 시험평가 기간을 거쳐 가솔린 모델이 2025년 11월~12월 그리고 HEV 모델이 2026년 1월 출시될 예정이다. 2.5L T-GDI HEV 엔진도 추가되는 것이 확정되었는데, 오토랜드 화성 내 엔진공장에서 생산되어 북미공장으로 공급할 예정이다.

## 갤러리

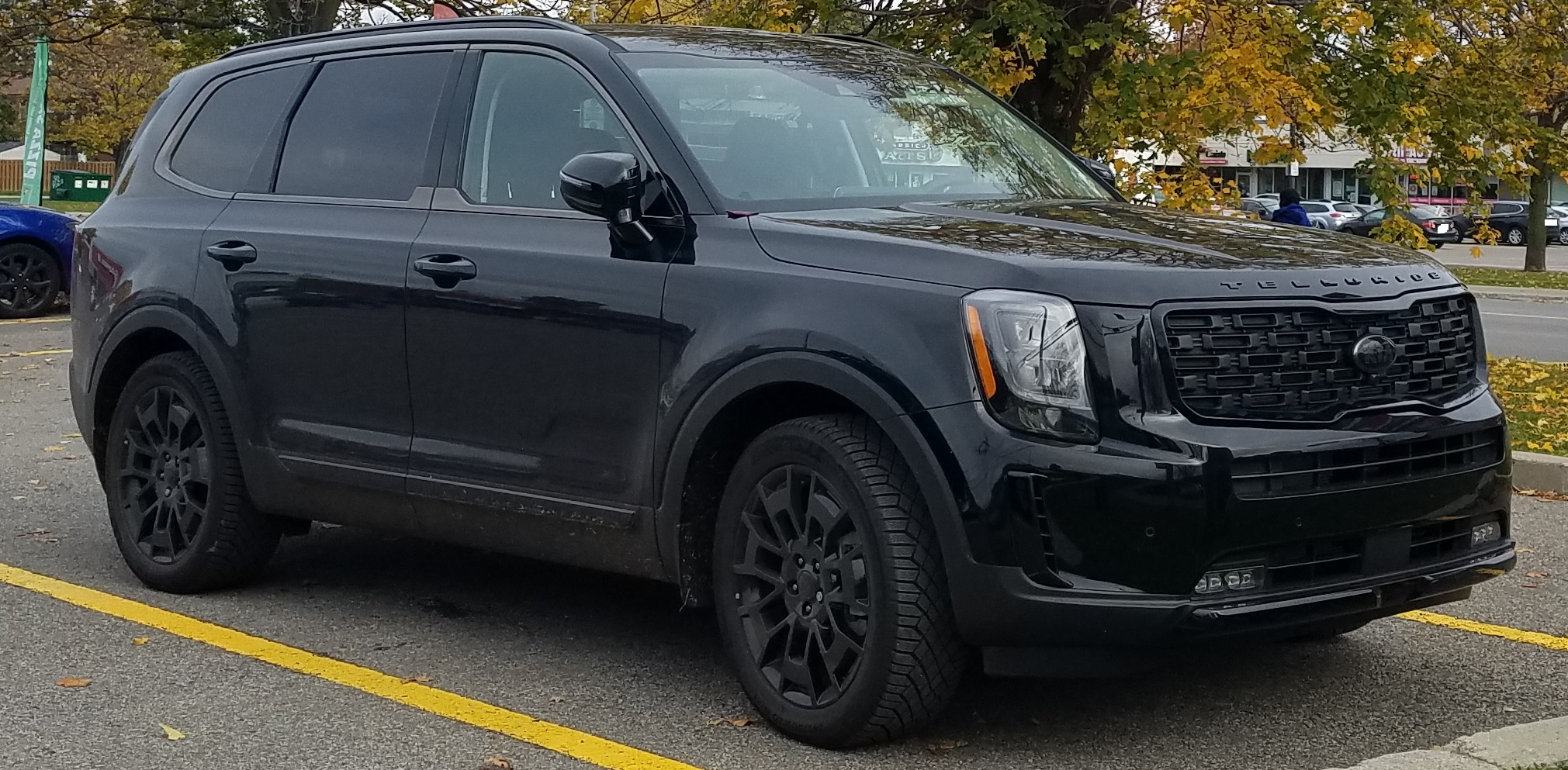
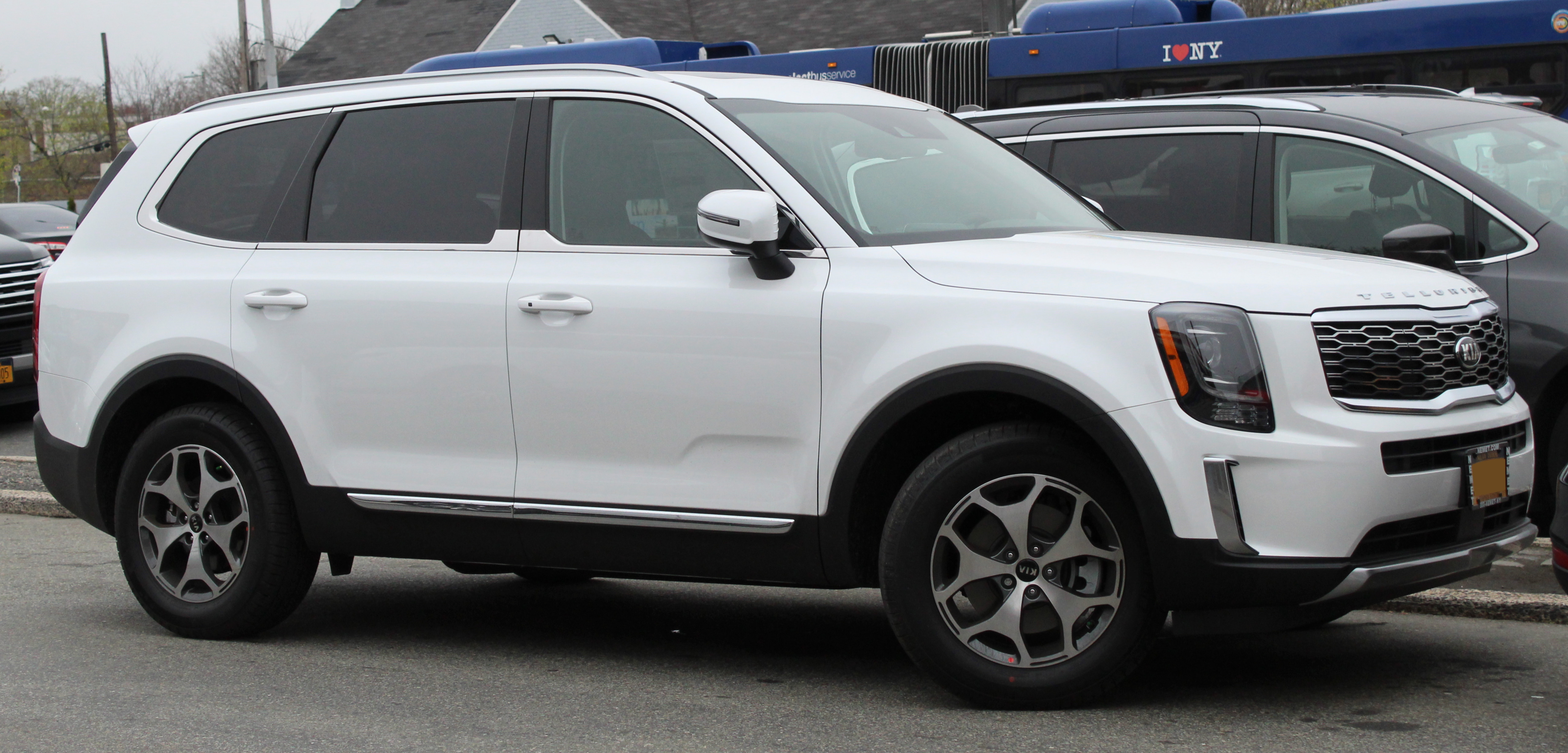
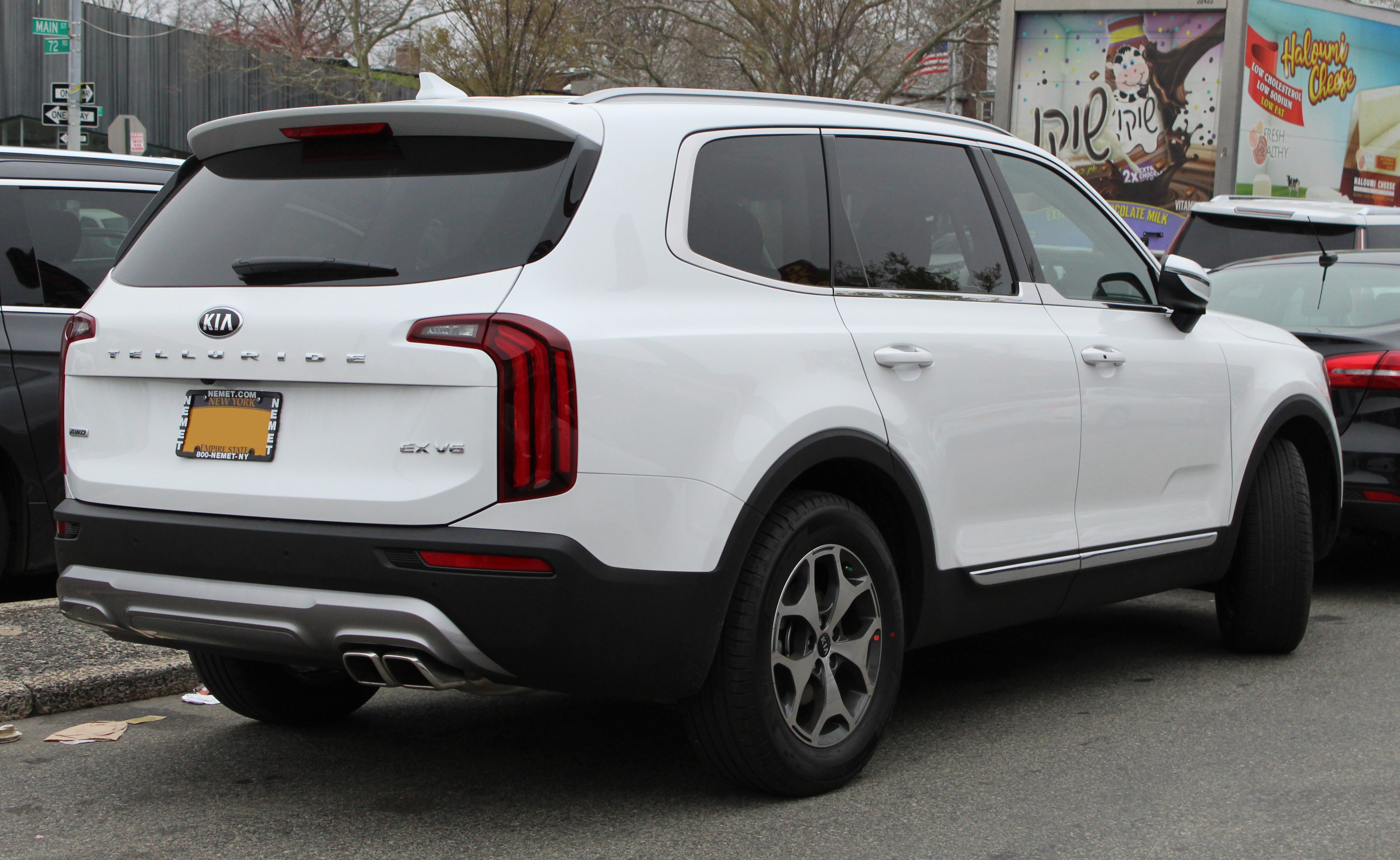
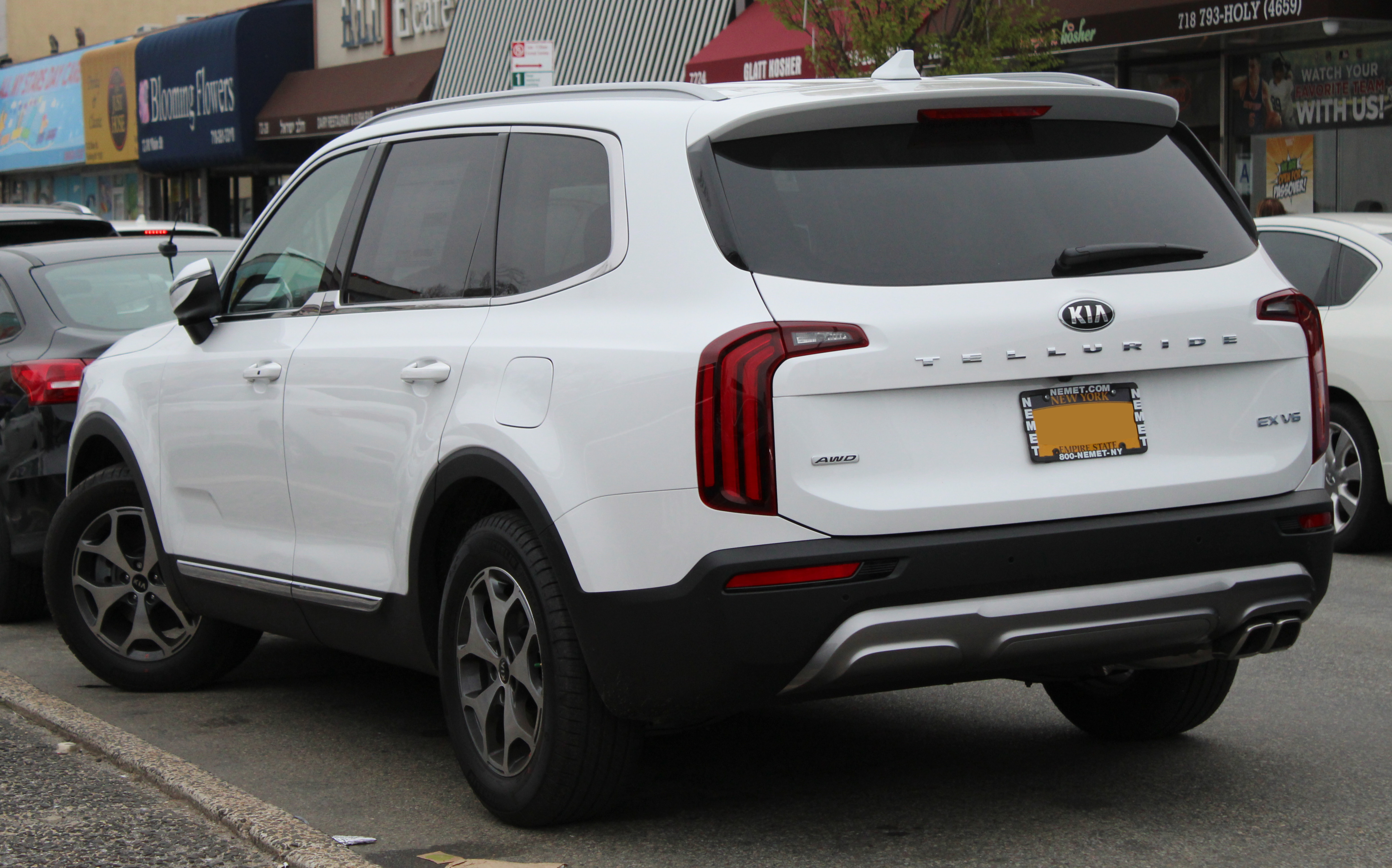
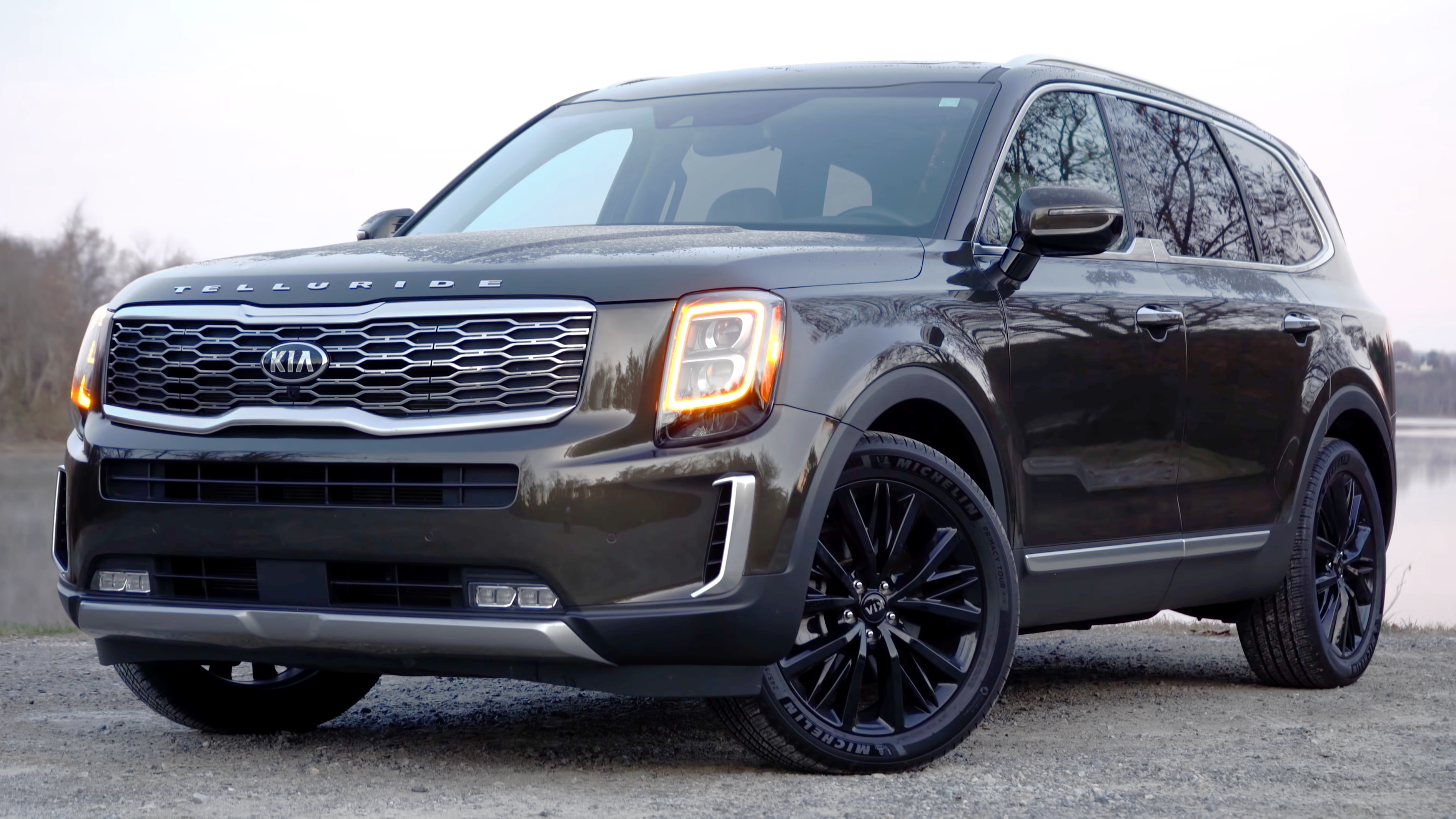
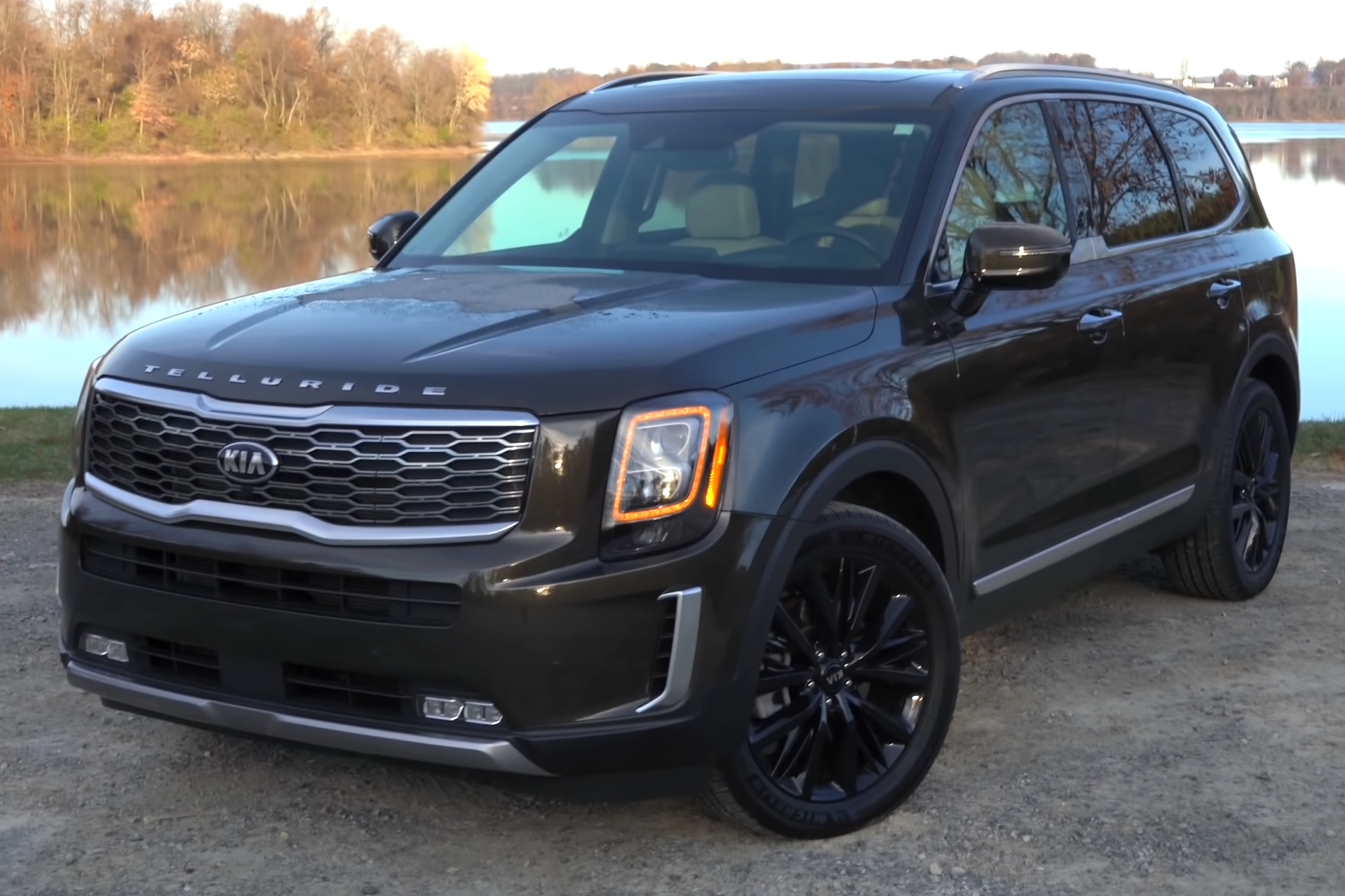
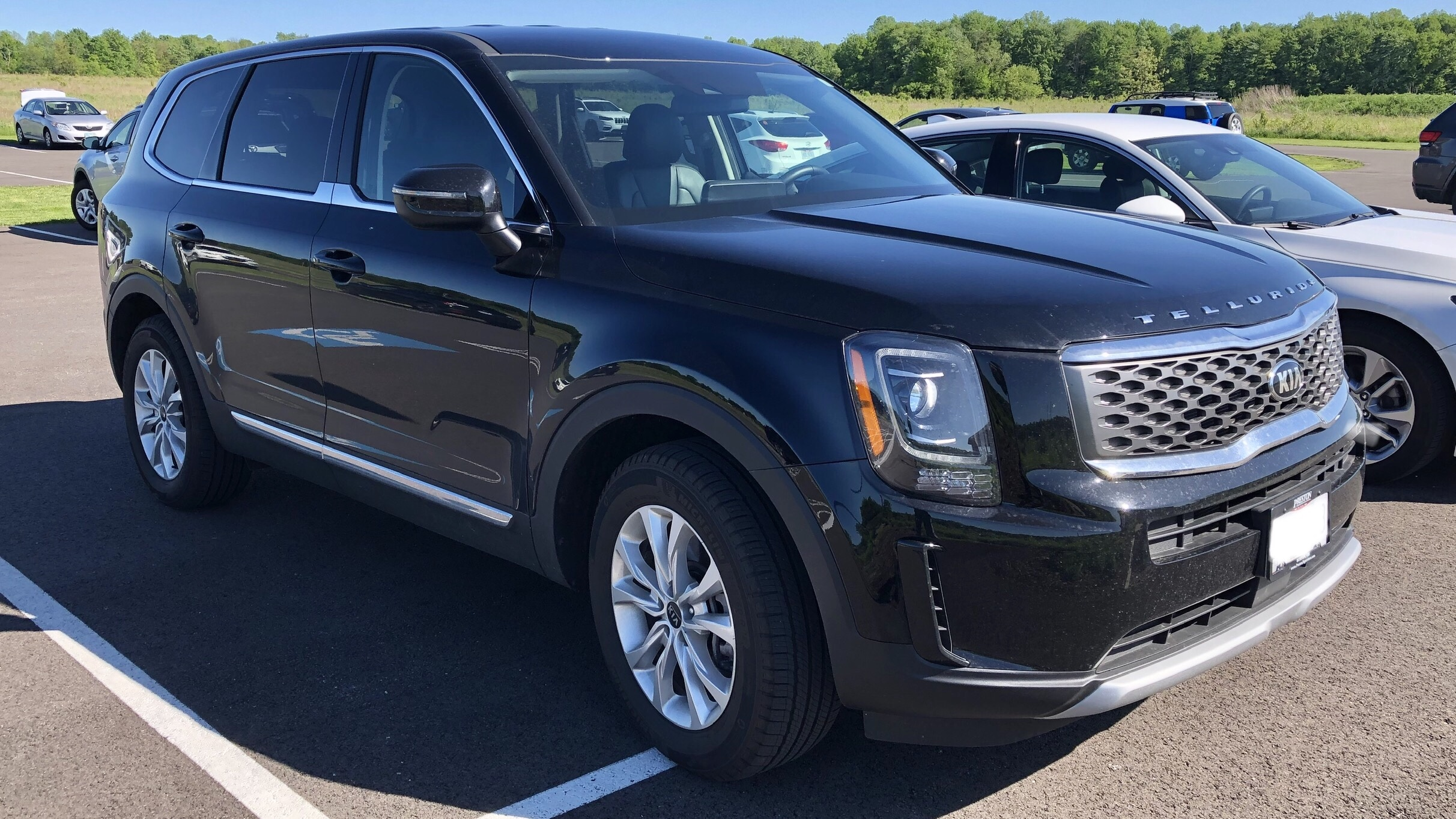
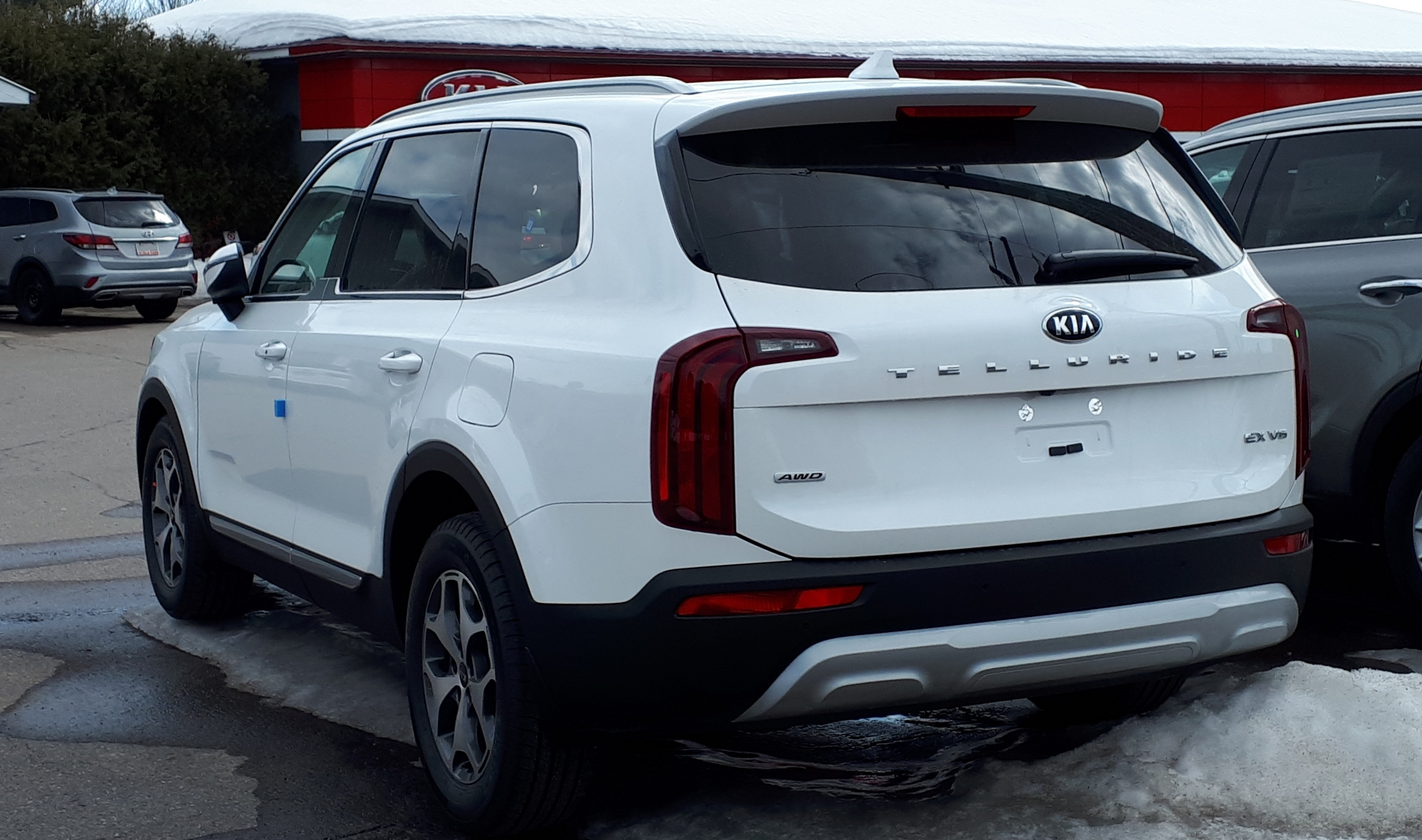
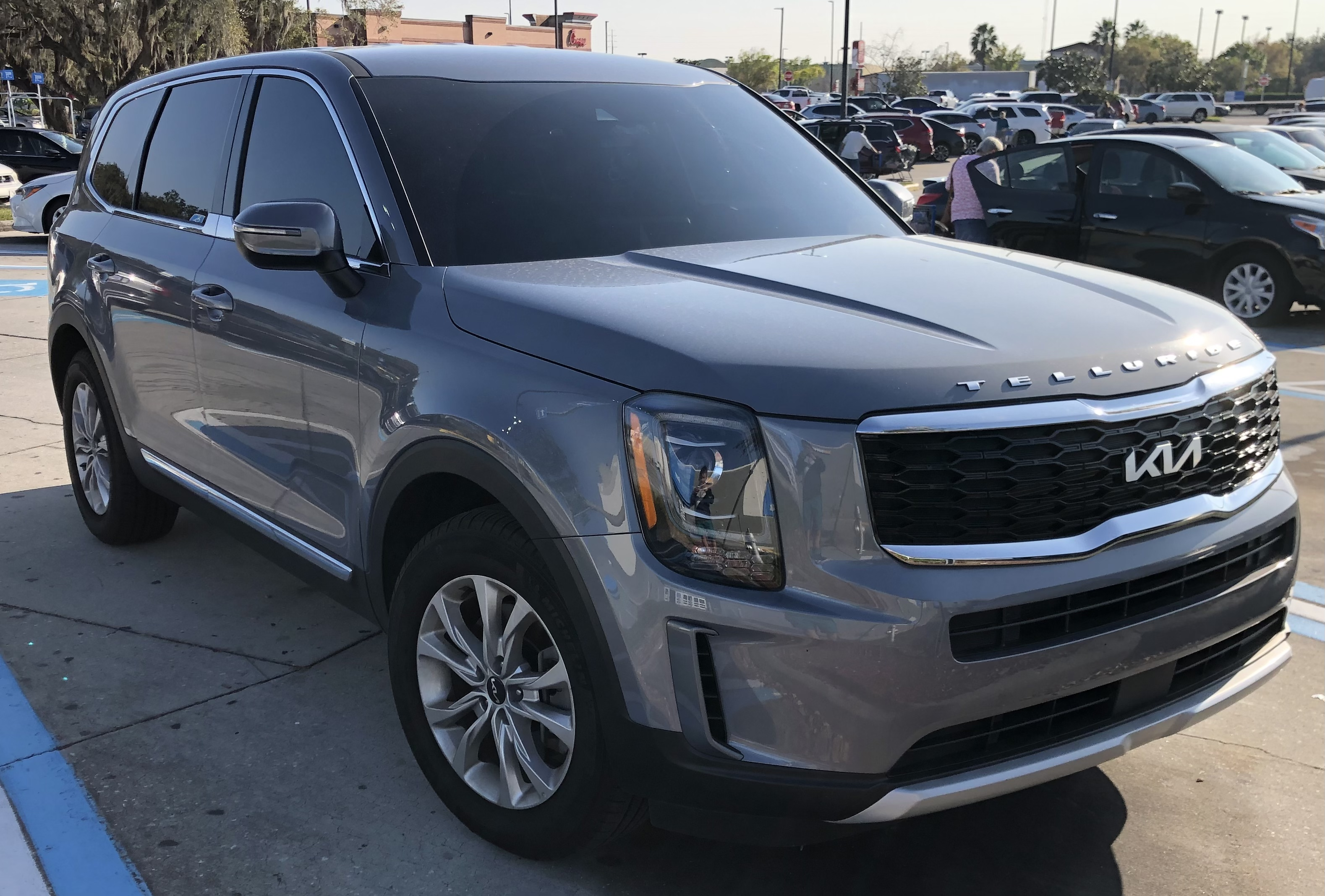
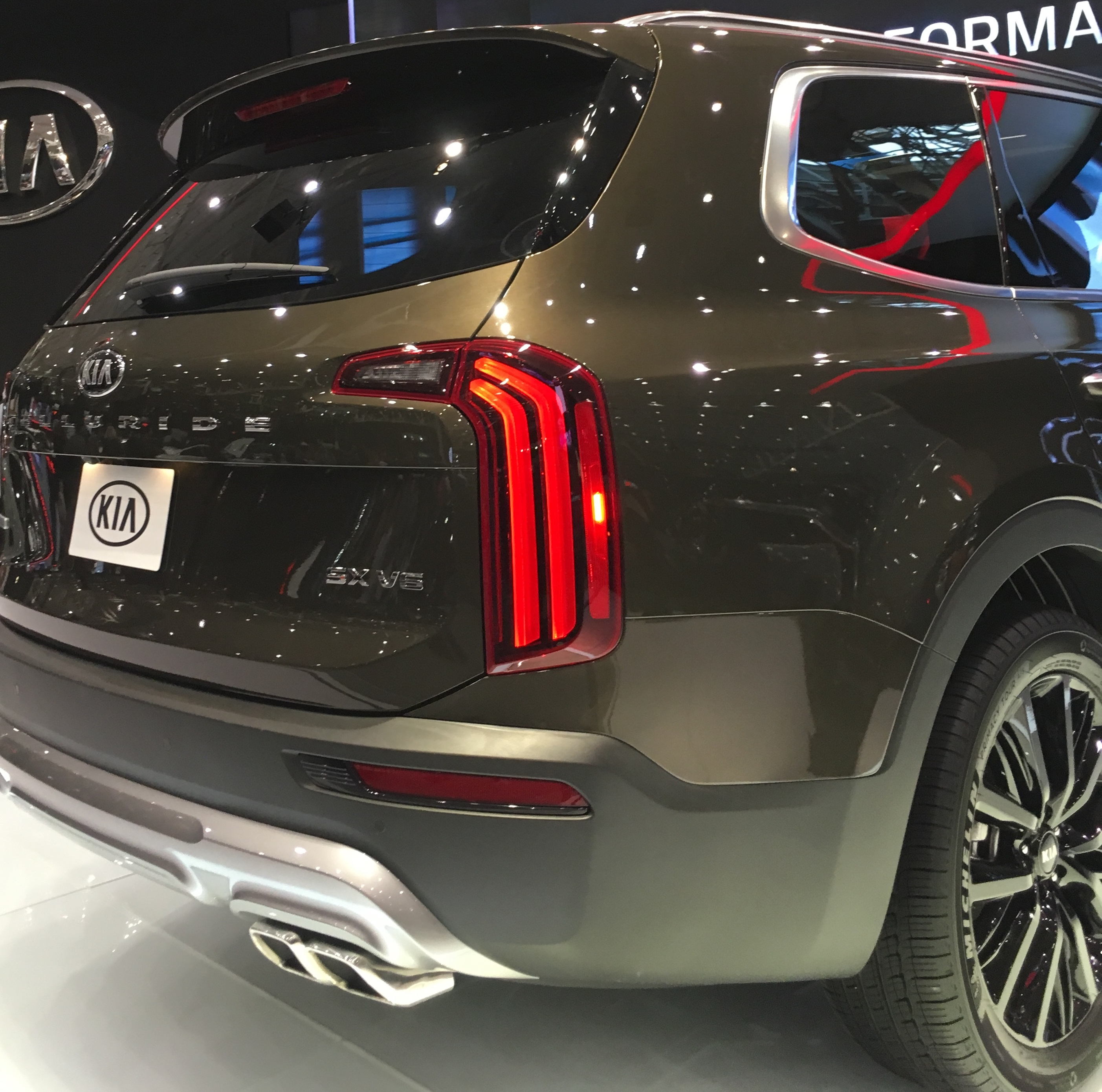
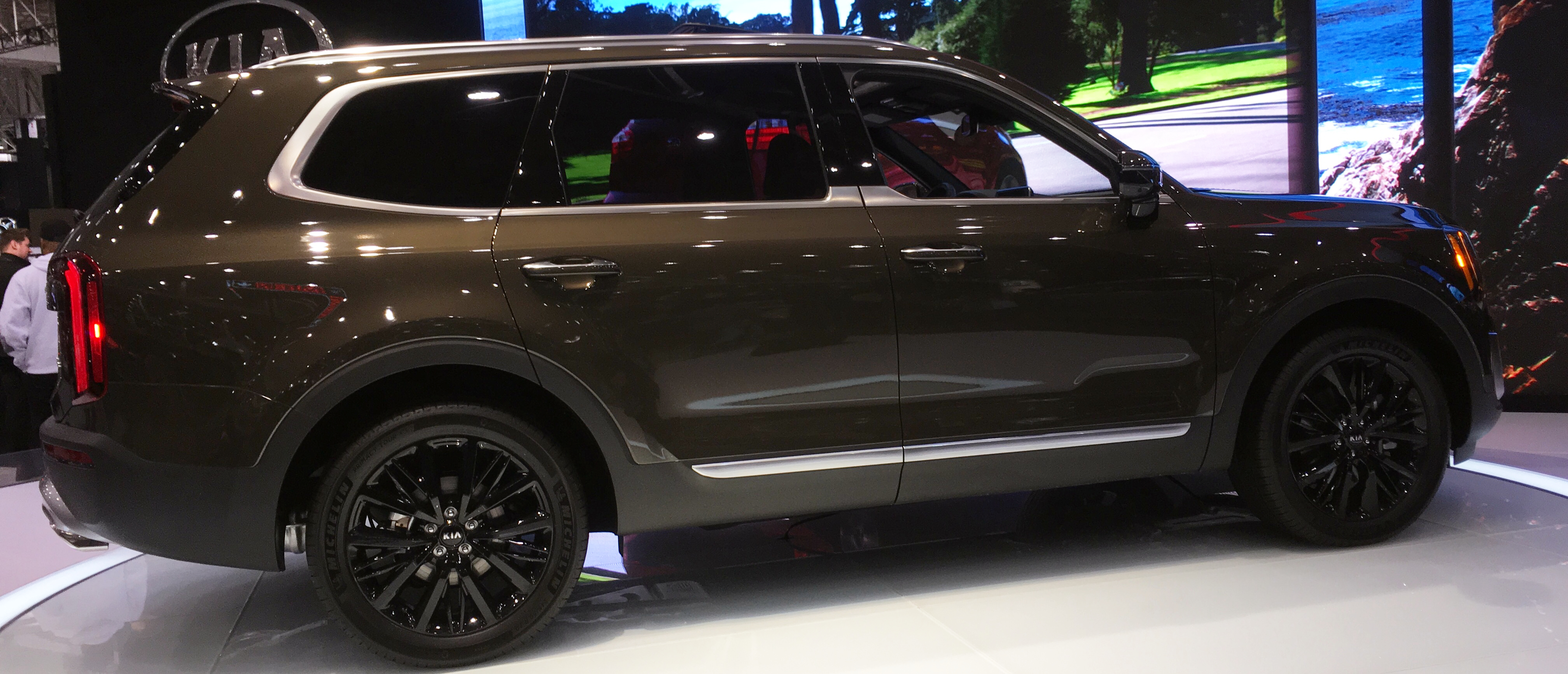
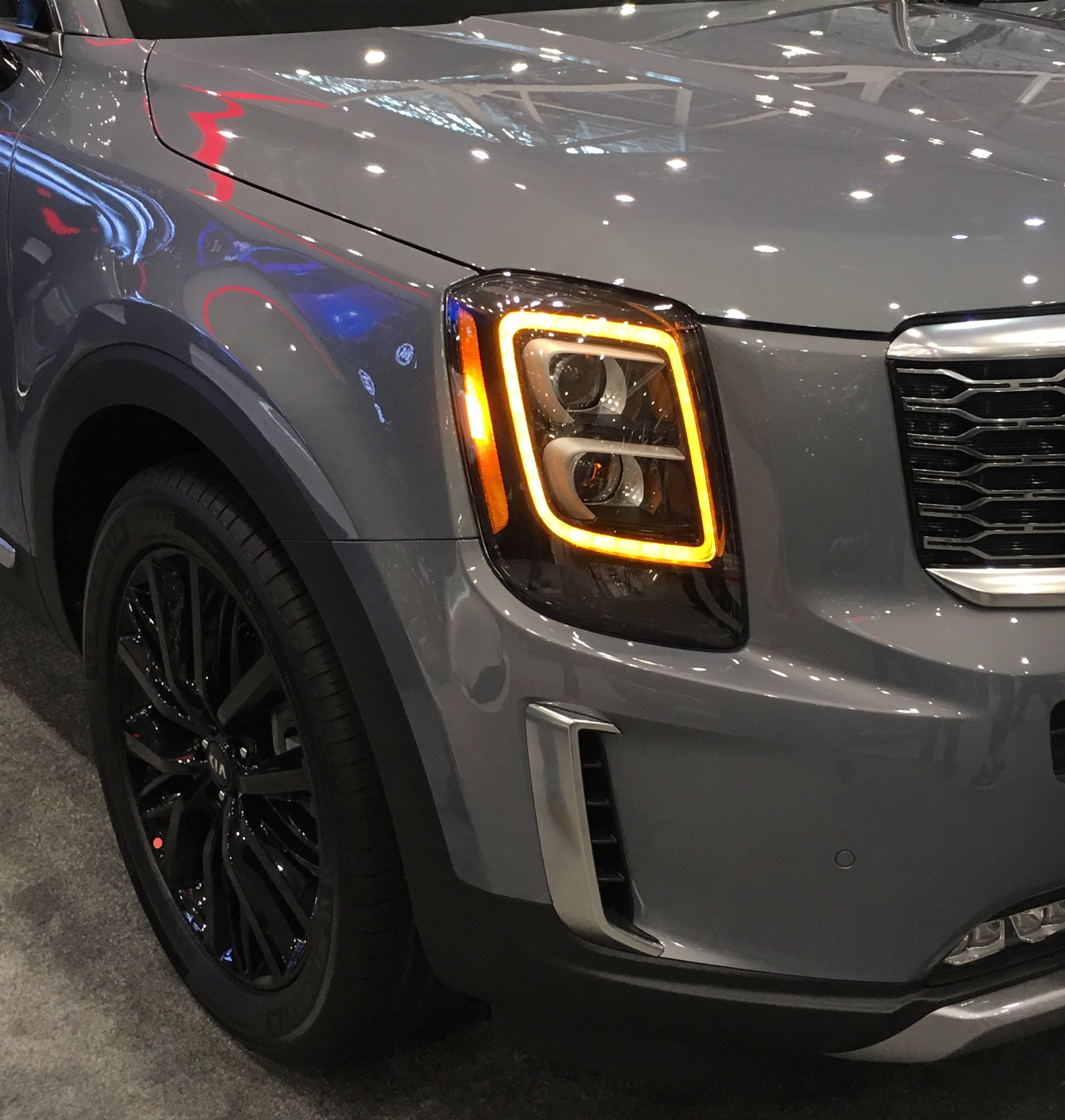
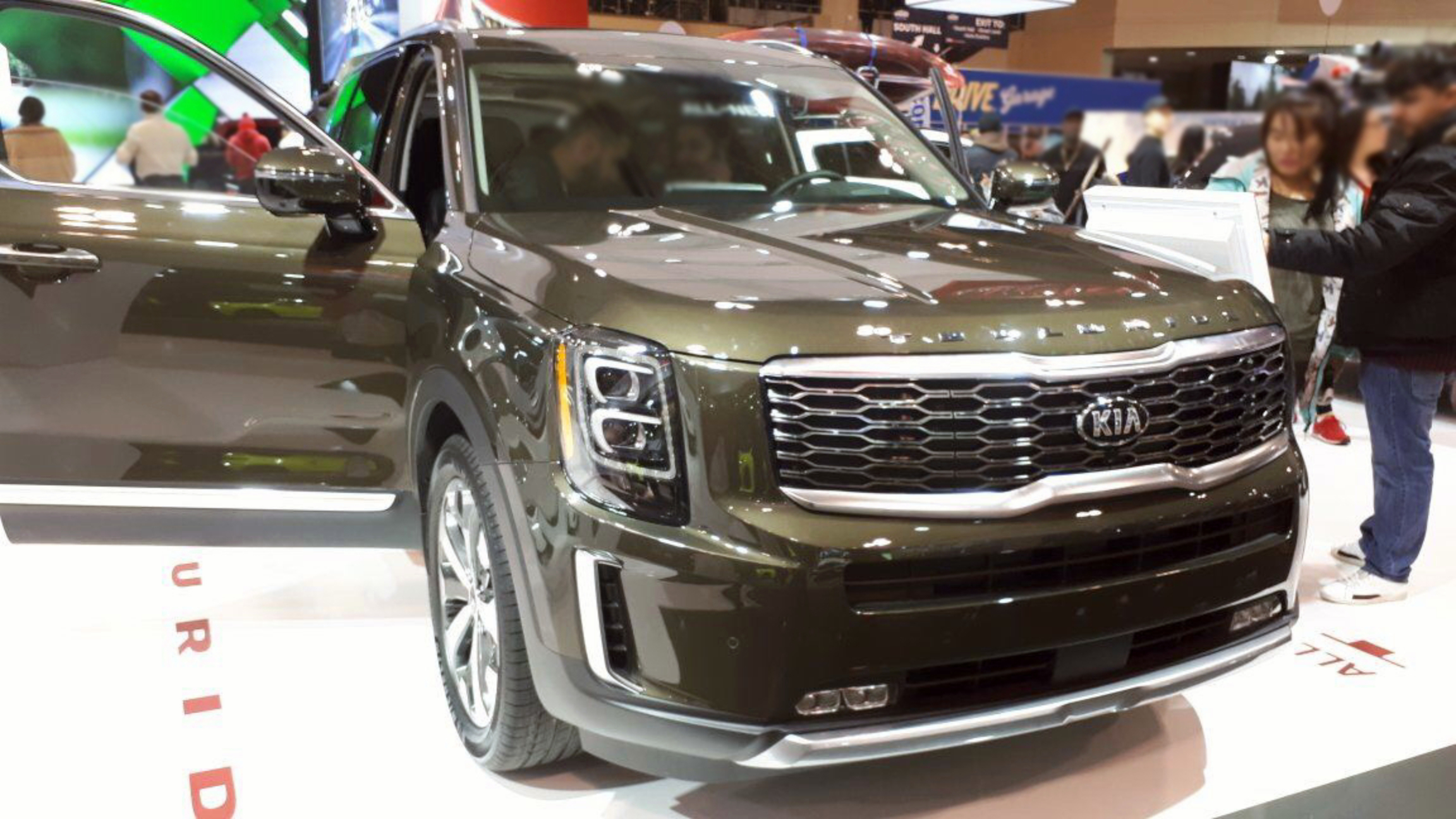
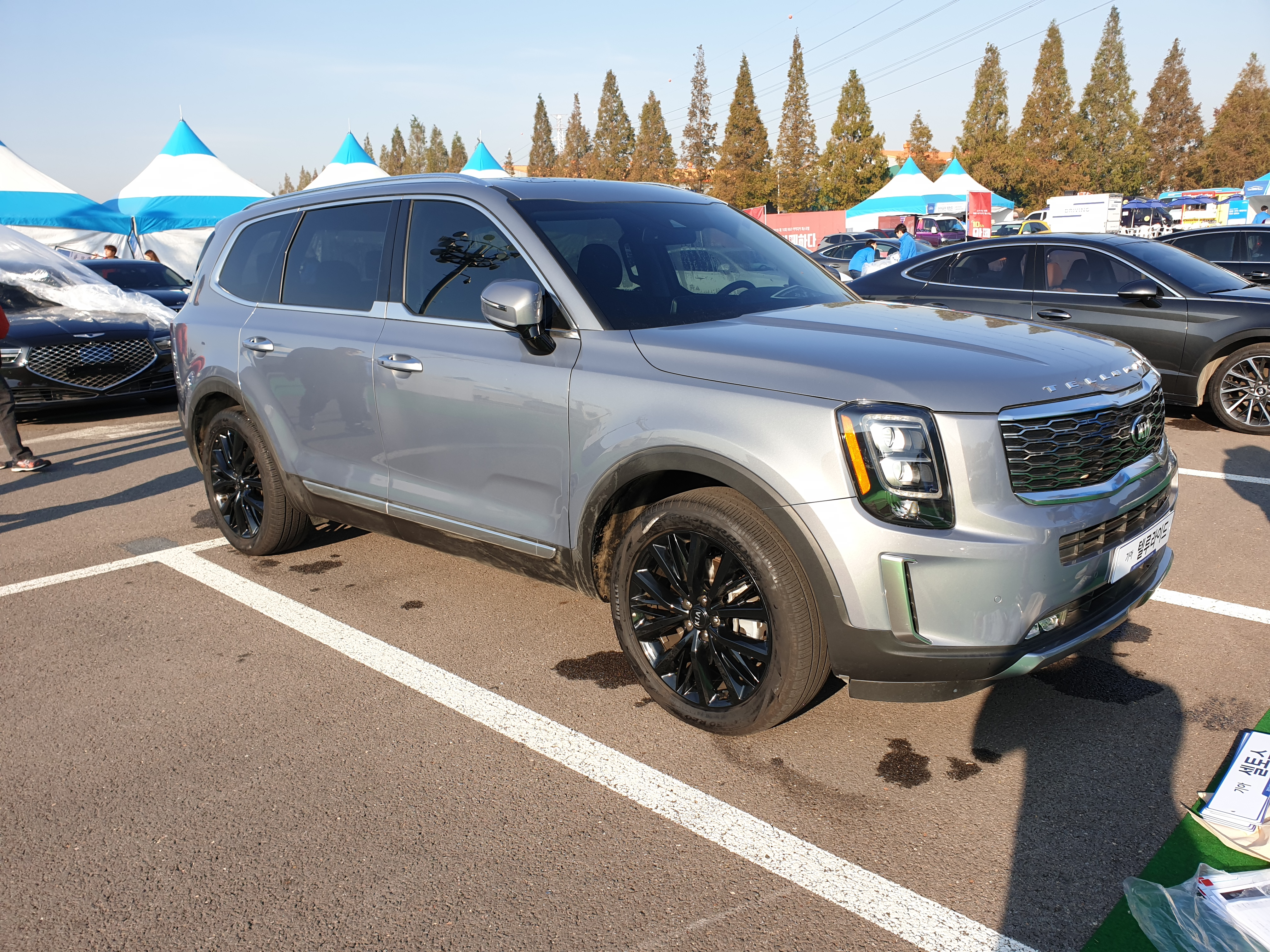
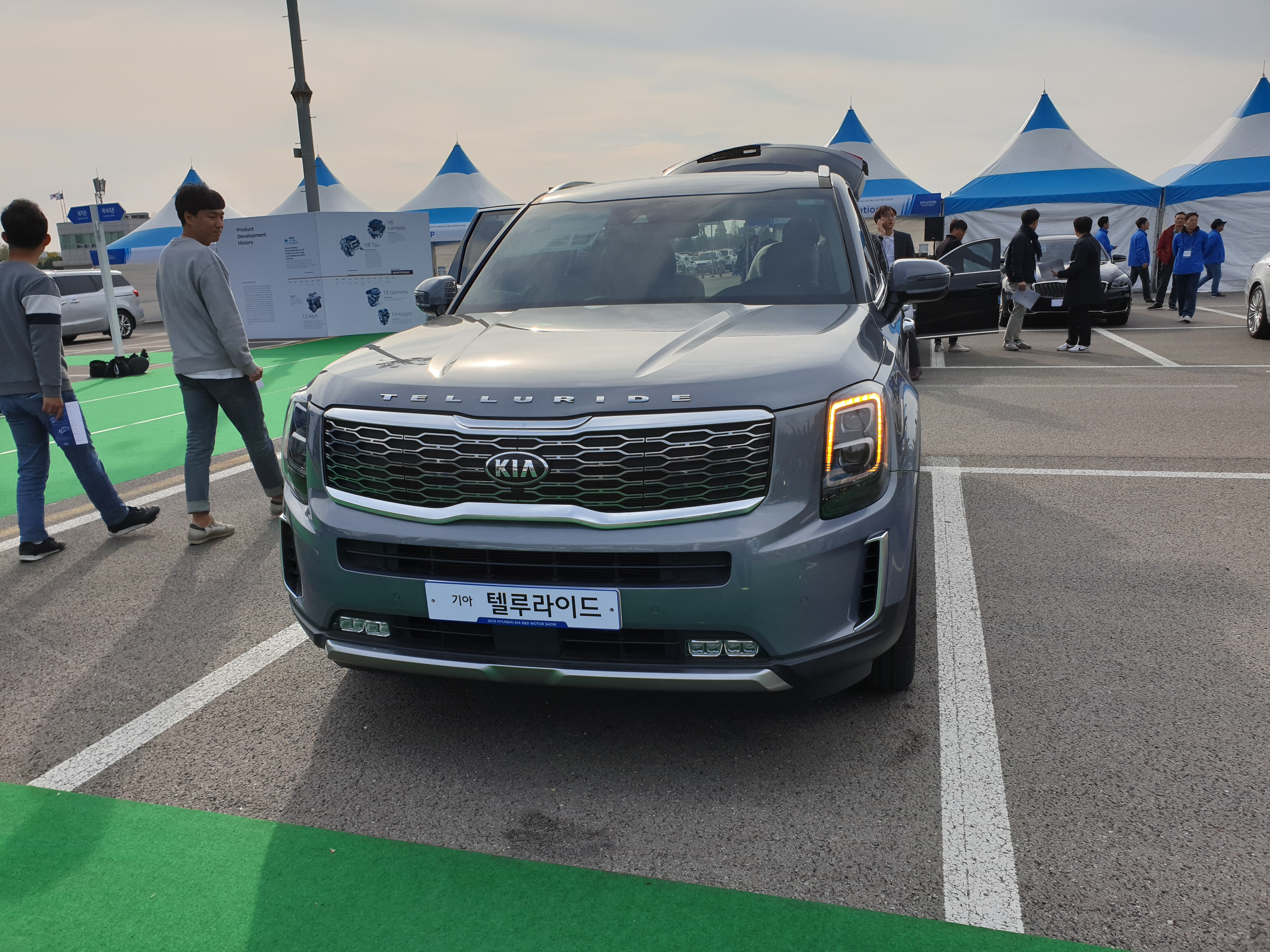
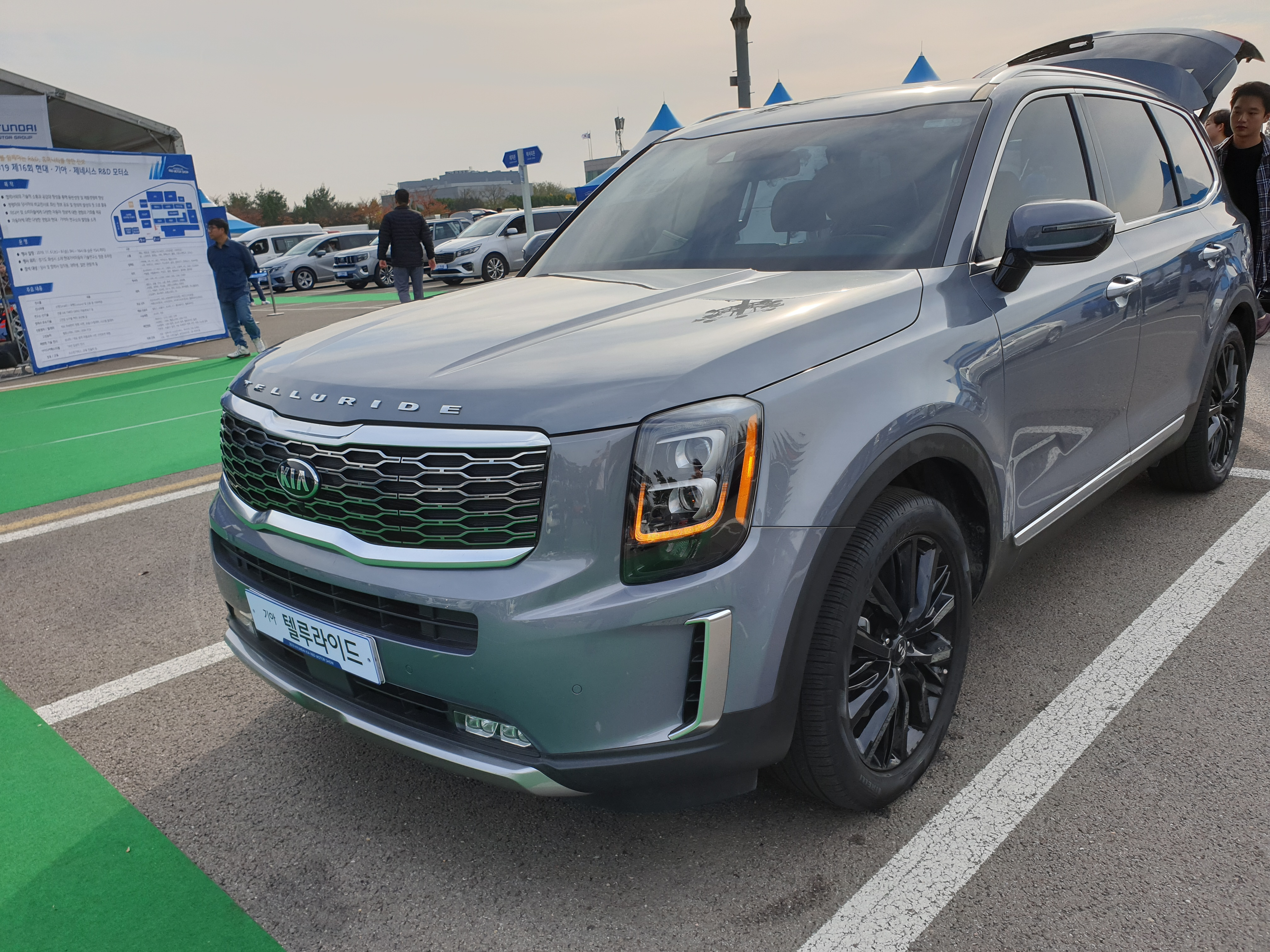
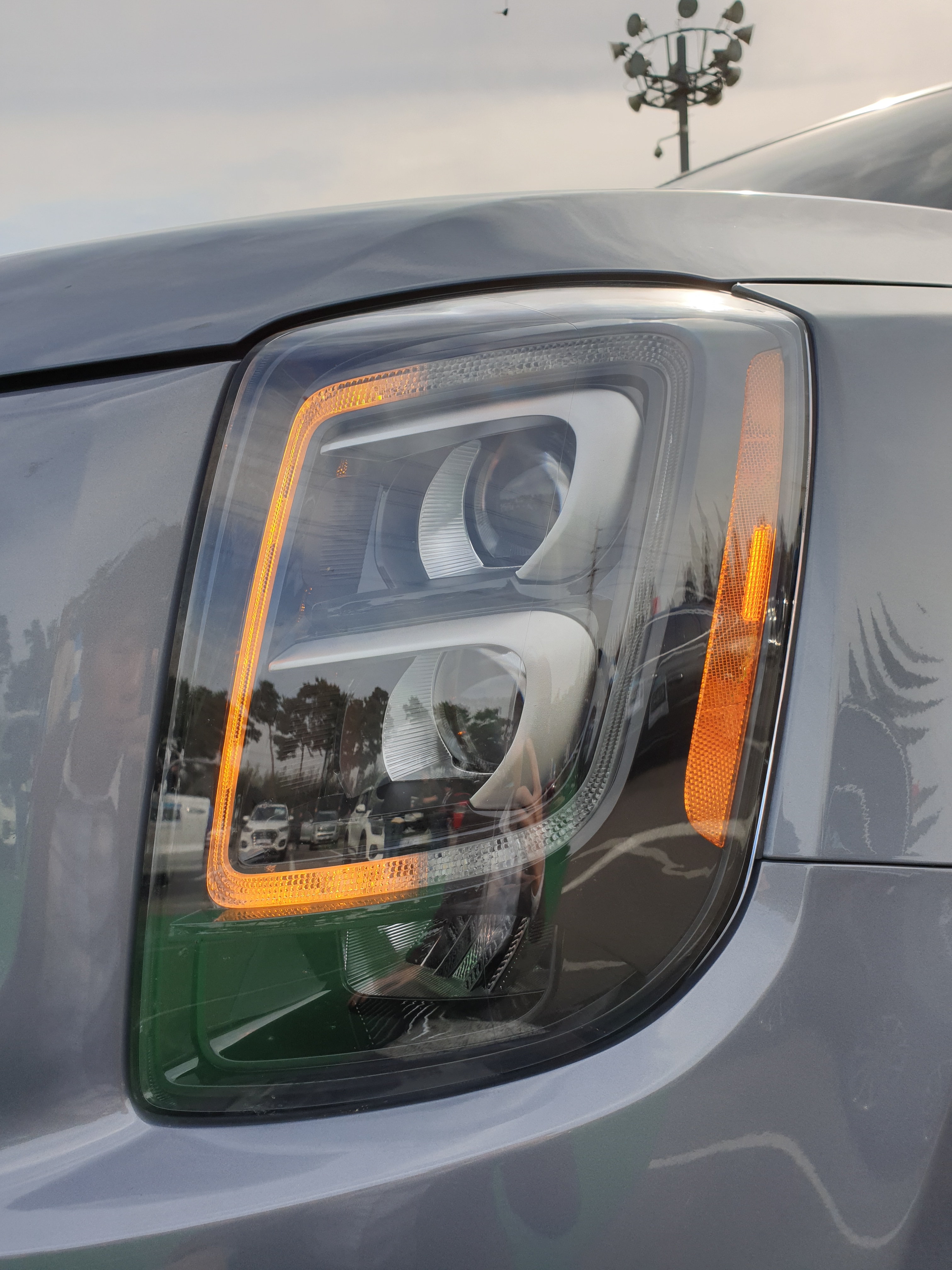
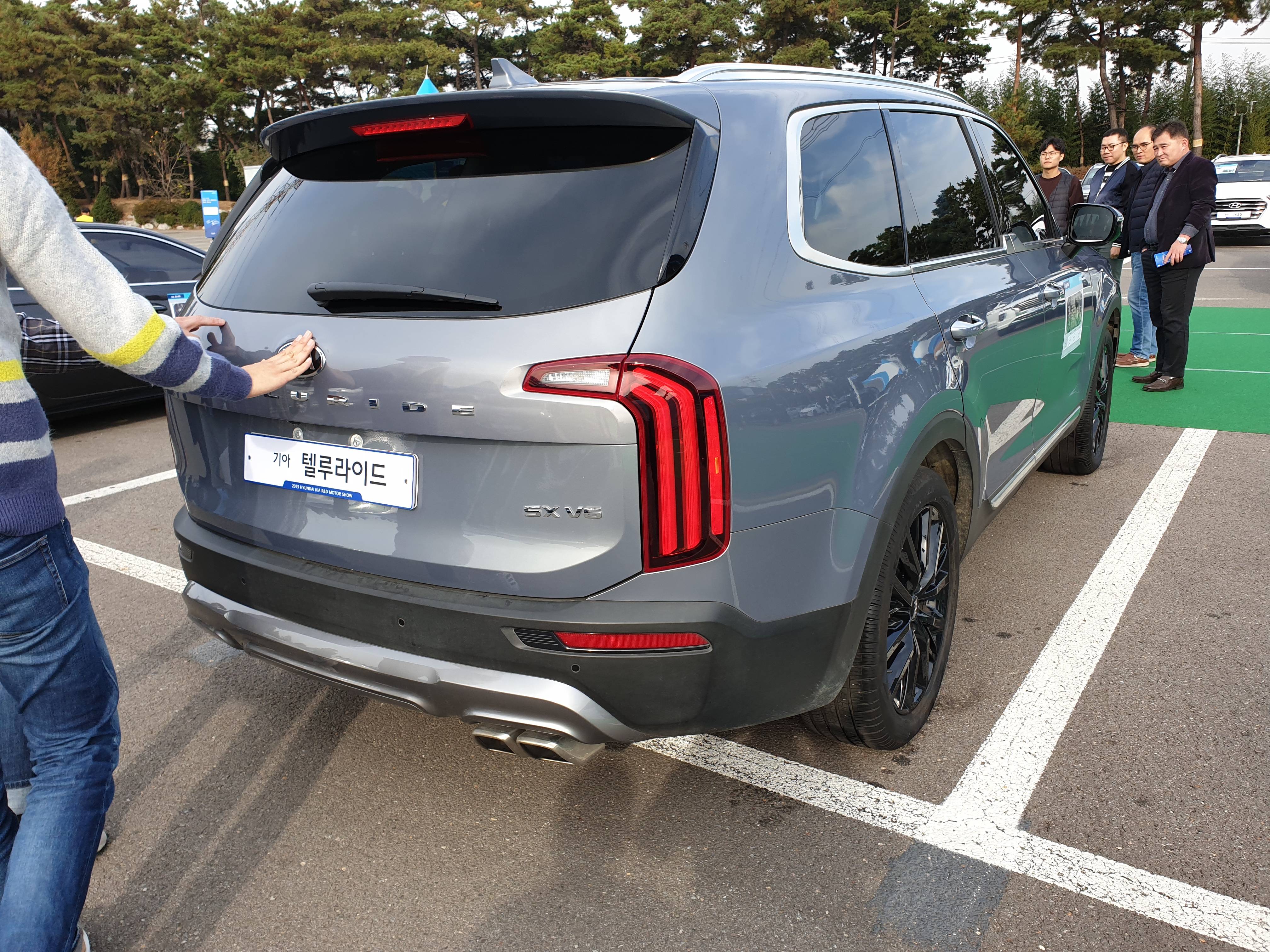
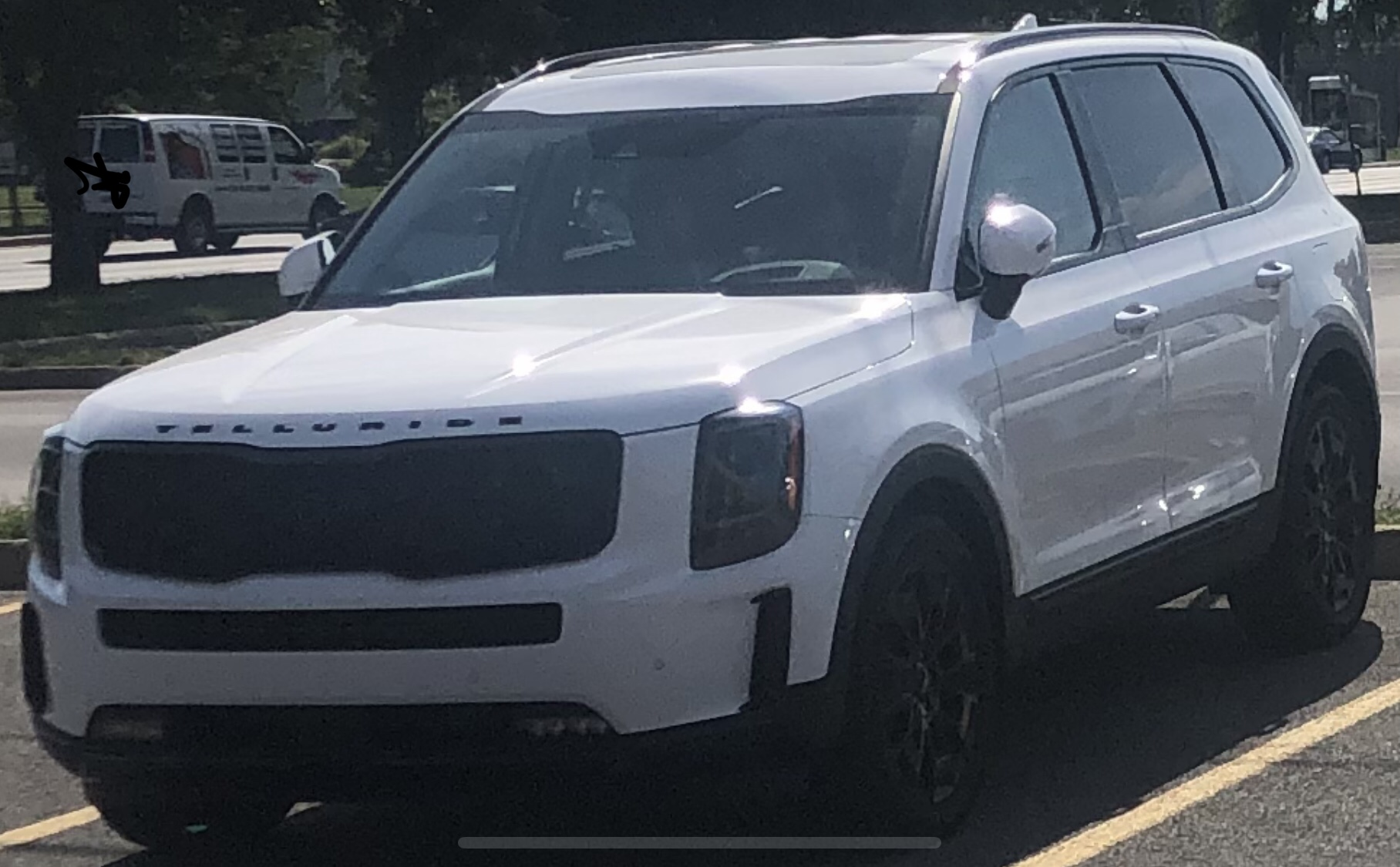
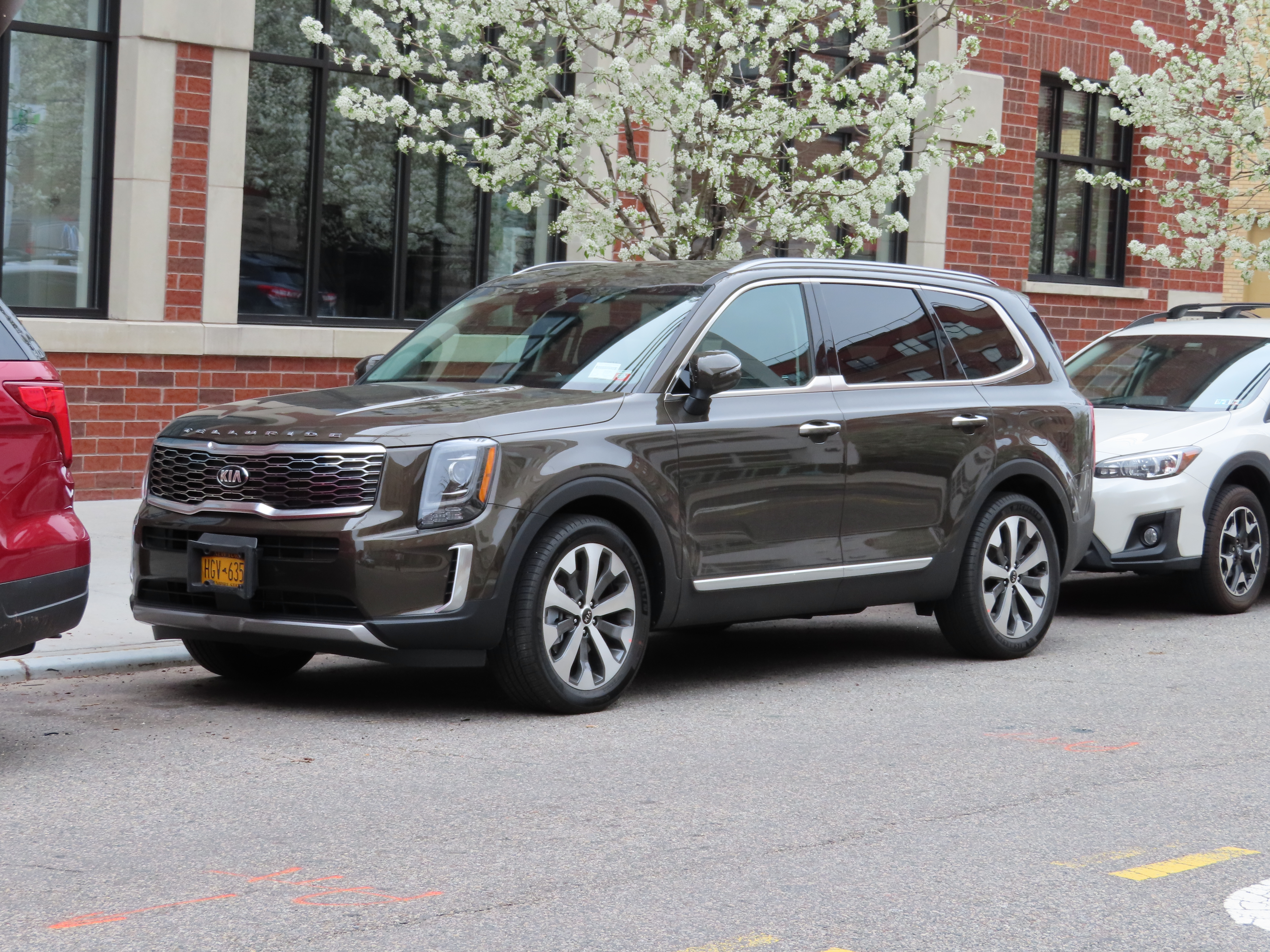
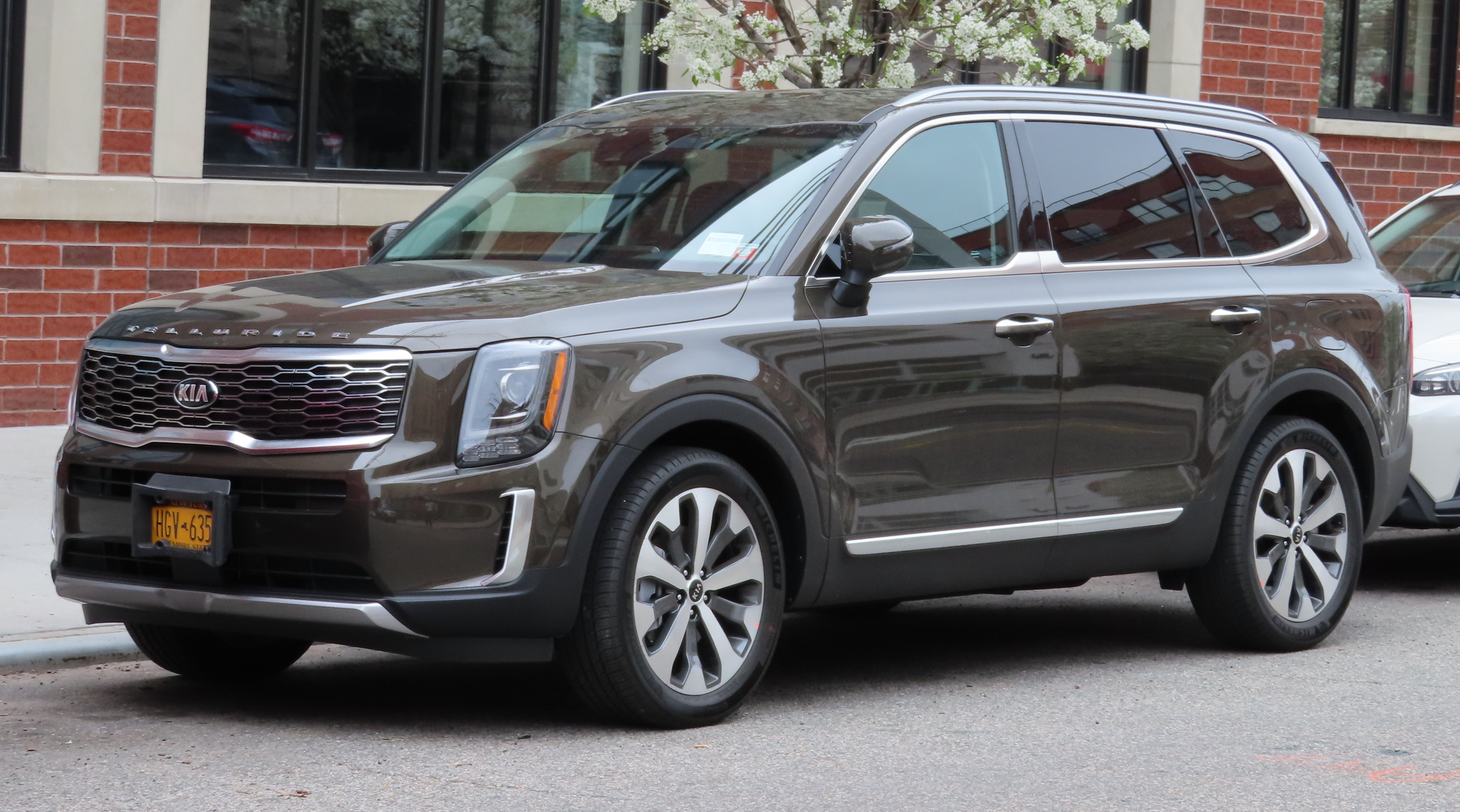
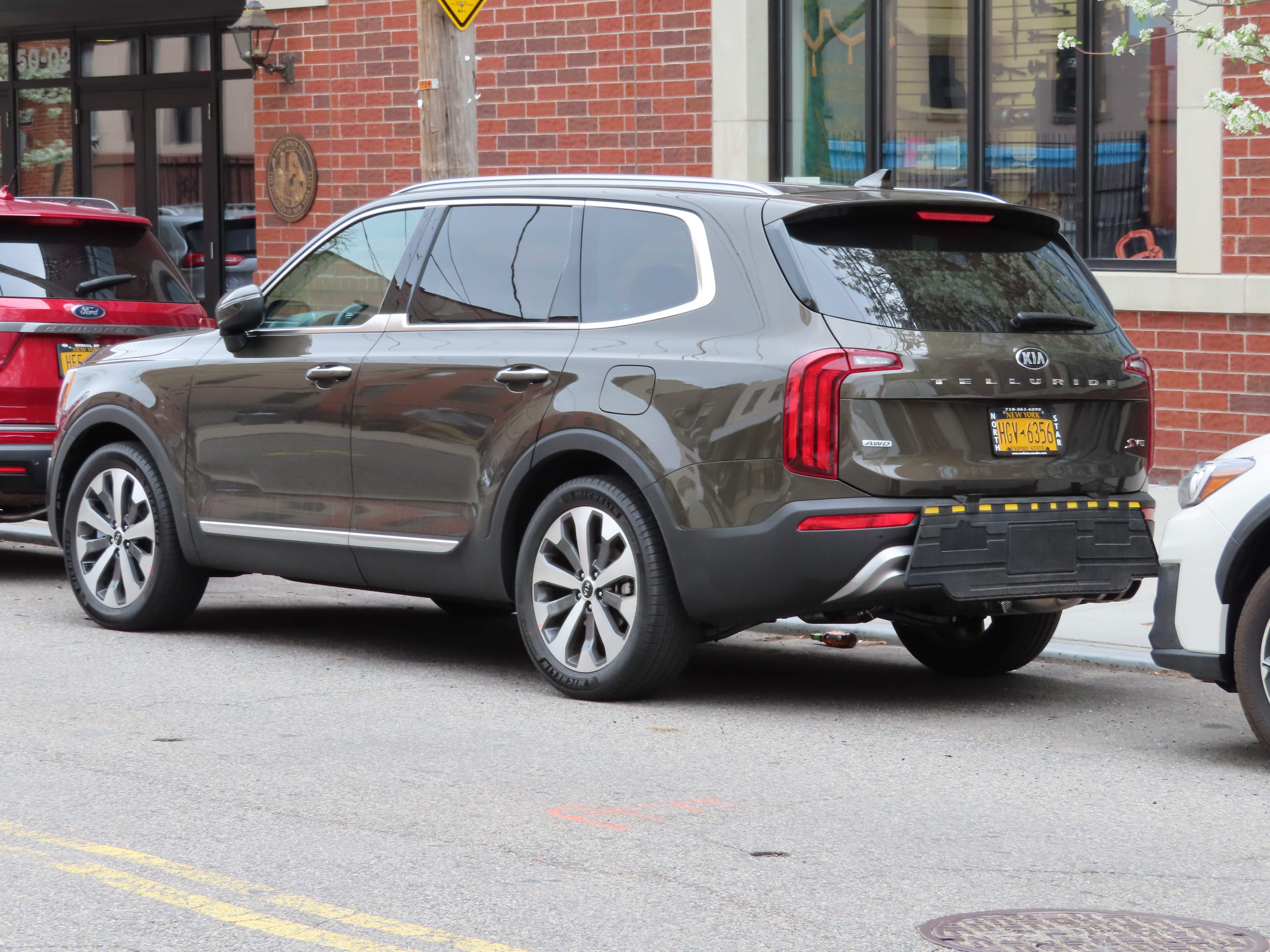
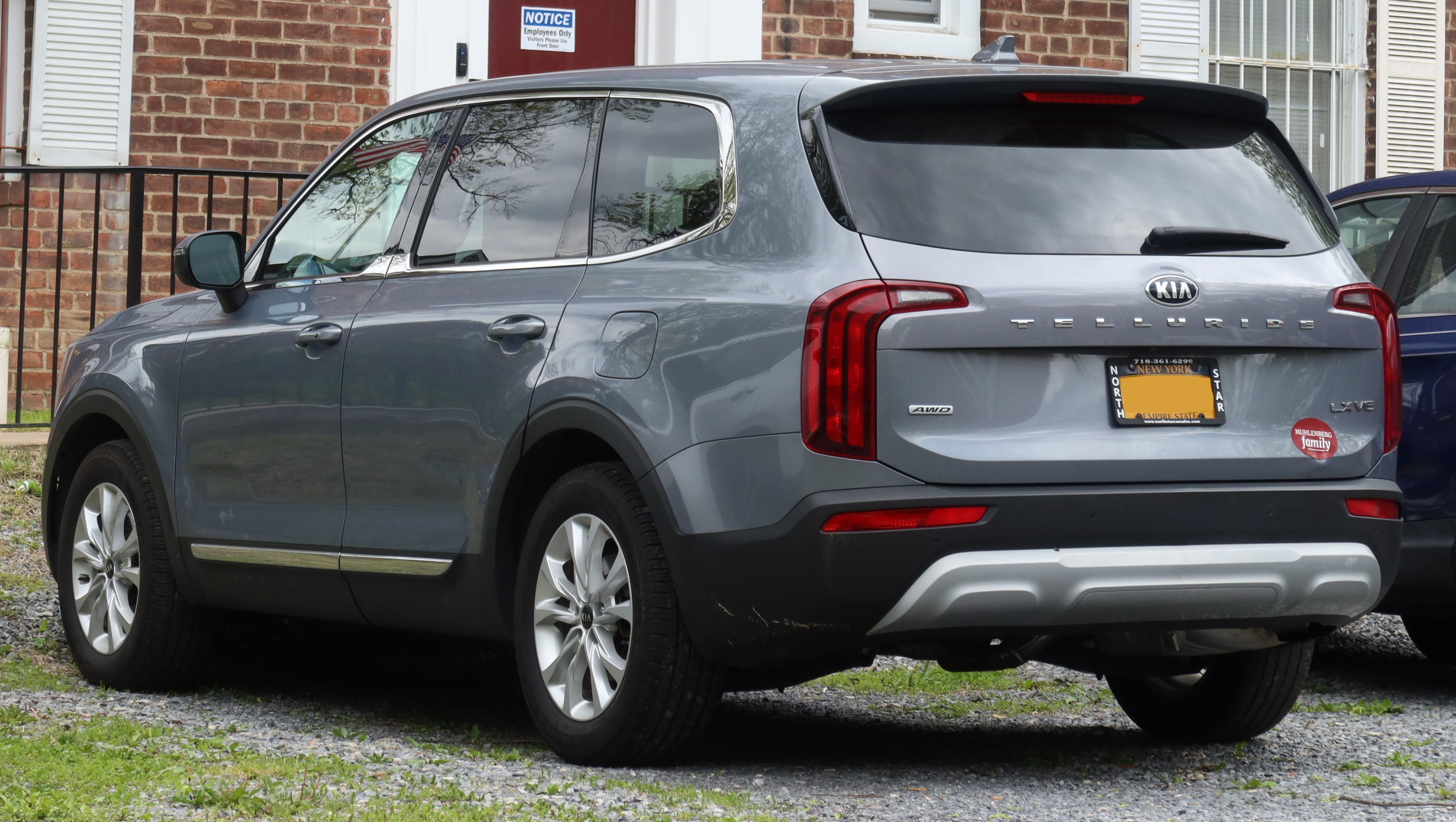
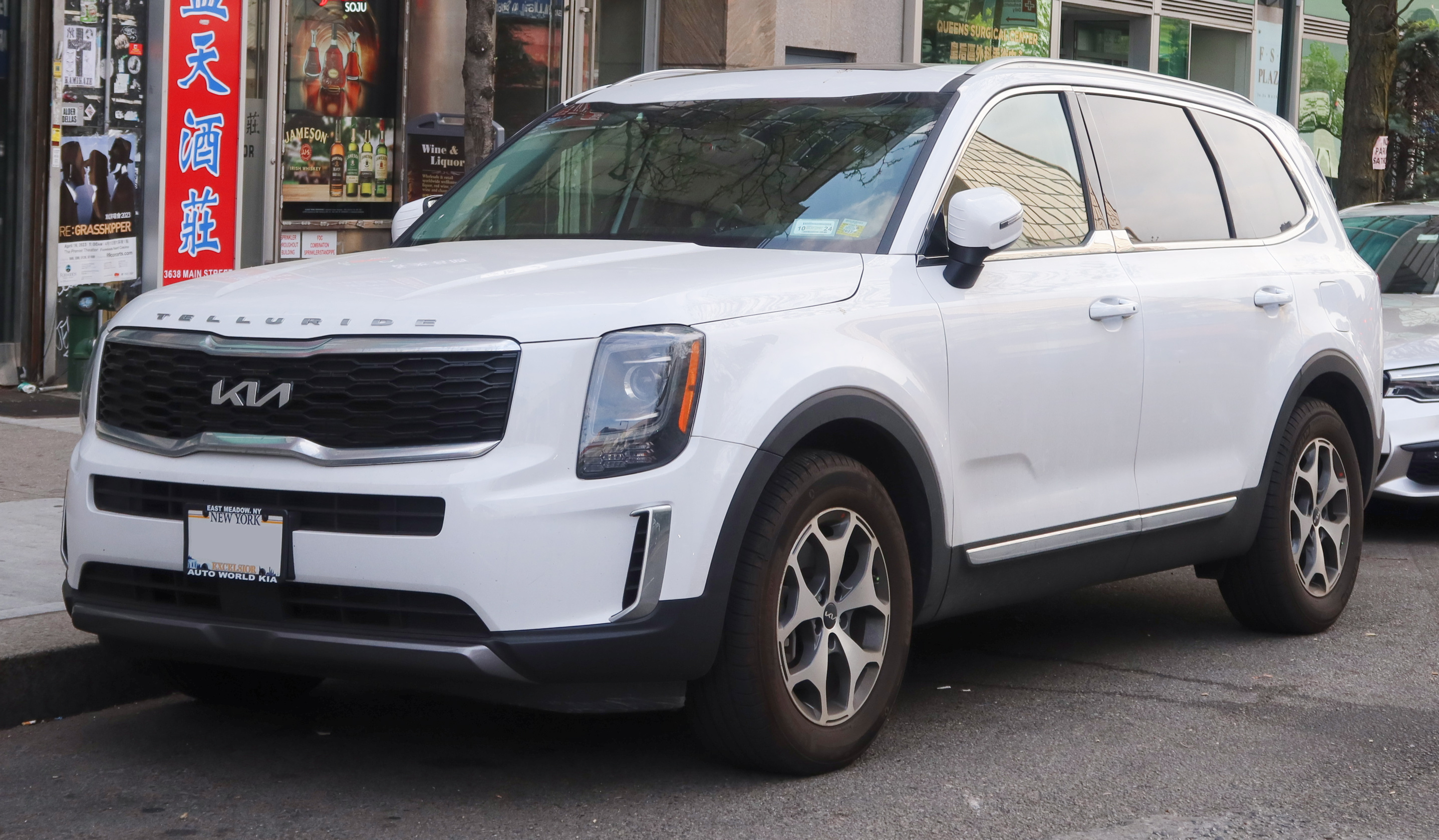

## 경쟁 차종
- 현대자동차 - 팰리세이드
- 기아자동차 - 쏘렌토
- 쉐보레 - 트래버스
- 혼다 - 파일럿
- 포드 - 익스플로러, 플렉스
- 지프 - 그랜드 체로키
- 닛산 - 패스파인더

## 수상 내역
- 미국 카 앤 드라이버 <2025 에디터스 초이스 어워즈> - '중형 SUV' 부문
- 미국 카 앤 드라이버  <10 Best Trucks for 2025>
- 미국 US 뉴스 앤드 월드 리포트 <2025 최고의 고객가치상> - '최고의 3열 SUV' 부문

1. ↑  전면 주황색등이 없는 것이 아랍사양이다.